# 風森洸
風森 洸（かざもり ひかる、1948年〈昭和23年〉 - ）は、革マル派の活動家。東京大学教養学部中退。現在、革マル派の政治組織局員を務める。革マル派の最高指導部である政治組織局のメンバーでは数少ない名前の公表されている人物である。
著書に『暗黒の21世紀に挑む』がある。（あかね図書販売刊）
| スタブアイコン | サブスタブ | この項目は、まだ閲覧者の調べものの参照としては役立たない、人物に関連した書きかけの項目です。この項目を加筆・訂正などしてくださる協力者を求めています（P:人物伝/PJ:人物伝）。 |